# 차우차우

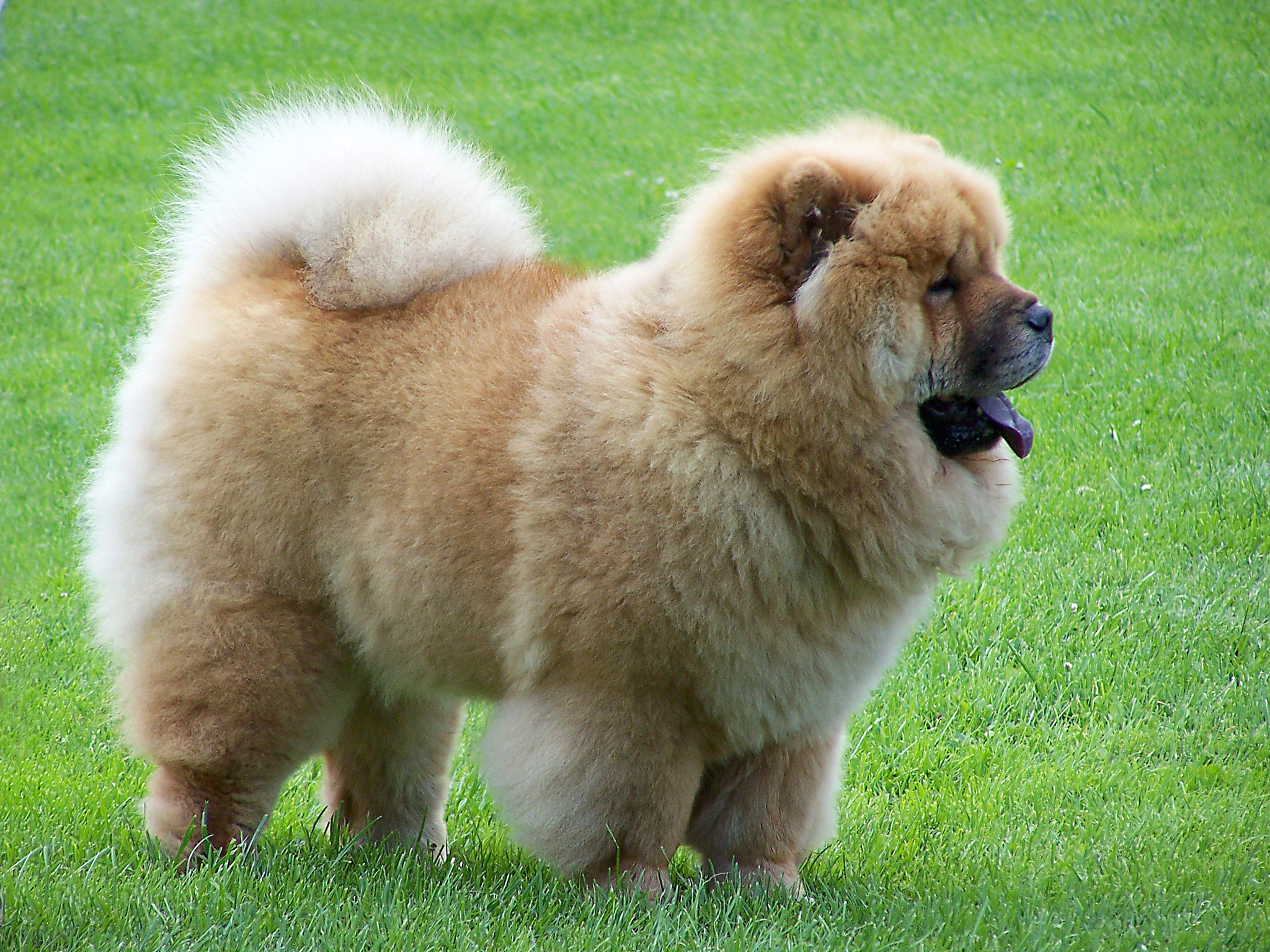
차우차우

차우차우(영어: Chow Chow, 중국어: 鬆獅犬, 병음: sōngshī quǎn 숭스취안[*], 한자음: 송사견)는 어깨높이가 약 50cm, 몸무게 25-27kg이다.

## 특징
몸의 털은 매우 두텁고 촘촘하게 나 있어 마치 솜을 두른 것 같다. 빛깔은 검은색·갈색·다갈색·청색·크림색·백색 등 다양하며 얼굴은 주름이 많아 보기 매우 귀엽다. 중화인민공화국이 원산지인 중형견으로 한번에 4~6마리정도의 새끼를 출산한다.
기원전부터 중국에 있었던 토종견인데, 티베탄 마스티프와 사모예드 사이의 잡종으로 알려져 있다.
가장 큰 특징은 흑색 내지 보라색 혀를 가지고 있다는 것이고 북방계 스피츠에 속하는 오래된 품종이다. 이 개의 이름은 18세기 무렵, 영국 상인이 중국과 교역할 때, 잘 안 통하는 회화 속에서 교환한 말이 그대로 붙여졌다. 또한 고대 몽골에서는 생활필수품인 모피용 가축으로 번식되었으며 그 고기는 식용하였다. 성질이 사납고 주인또는 가족 이외의 사람에게는 강한 경계심을 나타낸다.

## 같이 보기
- 티베탄 마스티프